# عقدة لمفاوية حارسة

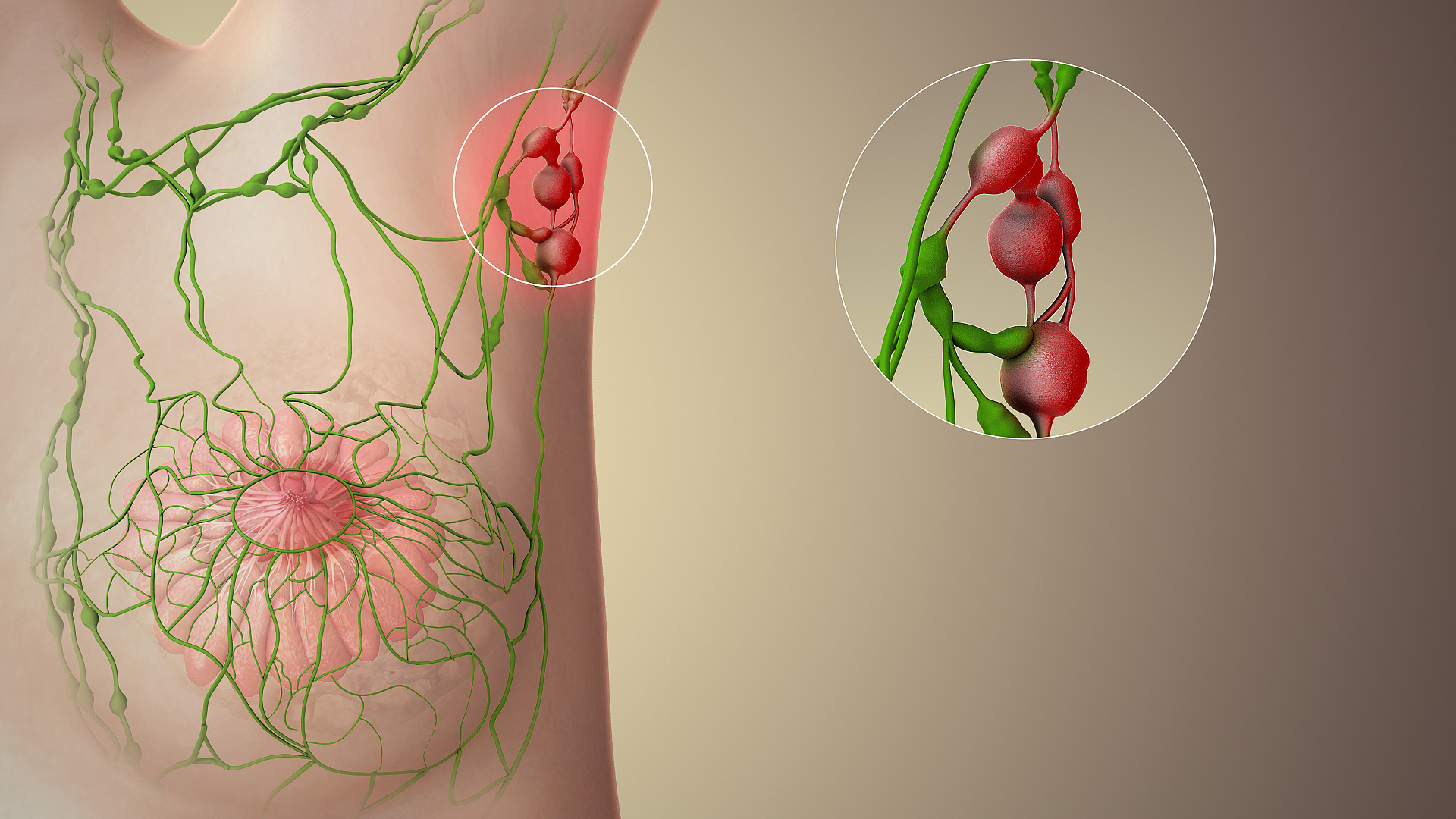
صورةٌ تُوضح العقدة اللمفاوية الحارسة. يَصُب 75% من اللمف في العقد اللمفاوية الإبطية من الثدي، لذلك قد تكون أول العقد اللمفاوية المتأثرة في حالة سرطان الثدي

العقدة اللمفاوية الحارسة (الخافرة) هي العقدة اللمفاوية أو مجموعة العقد الأولى الافتراضية التي تستنزف الخلايا السرطانية. في حالة الانتشار السرطاني المنتظم، يُفترض أن تكون العقد اللمفاوية الحارسة الأعضاء المستهدفة الأولى عند انبثاث الخلايا السرطانية من الورم.
إجراء العقدة الحارسة هو تحديد وإزالة وتحليل العقد اللمفاوية الحارسة لورم معين.

## الفيزيولوجيا
عادةً ما يتبع انتشار بعض أشكال السرطان تقدمًا منتظمًا، ينتشر أولاً إلى العقد اللمفاوية الناحية، ثم إلى المستوى التالي من العقد اللمفية وهكذا، نظرًا لأن تدفق اللمف منتظم الاتجاه، ما يعني أن بعض السرطانات تنتشر بطريقة يمكن التنبؤ بها من نقطة بدء السرطان. في هذه الحالات، إذا انتشر السرطان، ينتشر أولاً إلى العقد اللمفاوية (الغدد اللمفاوية) القريبة من الورم قبل أن ينتشر إلى أجزاء أخرى من الجسم. يتمثل مفهوم جراحة العقدة اللمفاوية الحارسة في تحديد ما إذا كان السرطان قد انتشر إلى أول عقدة لمفاوية مستنزفة (تسمى «العقدة اللمفاوية الحارسة») أم لا. إذا كانت العقدة اللمفاوية الحارسة لا تحتوي على خلايا سرطانية، هناك احتمال كبير بأن السرطان لم ينتشر إلى أي منطقة أخرى من الجسم.[بحاجة لمصدر]

## الاستخدامات
يعتبر مفهوم العقدة اللمفاوية الحارسة هامًا بسبب ظهور تقنية خزعة العقدة اللمفاوية الحارسة، والمعروفة أيضًا باسم إجراء العقدة الحارسة. تُستخدم هذه التقنية في تحديد مراحل تطور أنواع معينة من السرطان لمعرفة ما إذا كان قد انتشر إلى أي عقد لمفاوية، إذ يعد انبثاث الورم إلى العقد اللمفاوية من أهم علامات الإنذار. يوجه أيضًا الجراح إلى العلاج المناسب.
هناك العديد من الإجراءات اللازمة للكشف عن العقدة الحارسة:
- التصوير الومضي اللمفاوي السطحي قبل الجراحة
- التصوير الومضي اللمفاوي السطحي قبل الجراحة بالتزامن مع التصوير الطبي بأشعة غاما/ التصوير المقطعي المحوسب (التصوير المقطعي المحوسب بإصدار فوتون واحد مع جرعة منخفضة من التصوير المقطعي المحوسب)[2][3]
- الكشف عن الصباغ الأزرق المرئي أثناء الجراحة
- الجراحة الموجهة بالتصوير المفلور
- الكشف باستخدام مسبار غاما/عداد غايغر أثناء الجراحة
- حقن جزيئات أكسيد الحديد النانوية المغناطيسية المسايرة الفائقة قبل الجراحة أو أثناء الجراحة، والكشف باستخدام جهاز سينتيماغ[4][5]
- التصوير الومضي السطحي بعد الجراحي للعينة الرئيسية

في البيئة السريرية اليومية، التي تستلزم الكشف عن العقدة الحارسة وإجراء خزعة العقدة اللمفاوية الحارسة، لا يلزم استخدام جميع التقنيات المختلفة المذكورة أعلاه. عند وجود الأيدي الماهرة وفي المركز ذي الإجراءات المناسبة، يمكن اعتبار طريقة أو طريقتين أو ثلاث من الطرق المدرجة كافية.
لأخذ خزعة من العقدة اللمفاوية الحارسة، يجري الطبيب تصوير ومضي لمفاوي، إذ تُحقن مادة مشعة منخفضة النشاط بالقرب من الورم. تُميز المادة المحقونة، الكبريت الغرواني المفلتر، بالنويدات المشعة تكنيشيوم-99m. تختلف بروتوكولات الحقن باختلاف الطبيب، لكن الأكثر شيوعًا هو جرعة 500 ميكرو كوري مقسمة على 5 حقن توبركولين باستخدام إبر 1/2 بوصة بقياس 24.[بحاجة لمصدر] في المملكة المتحدة، يوصى باستخدام 20 ميغا بيكريل من الغرواني النانوي. الكبريت الغرواني ذو طبيعة حمضية قليلاً ويسبب شعور لاذع طفيف. يؤدي التدليك اللطيف لمواقع الحقن إلى انتشار الكبريت الغرواني، ما يخفف الألم ويسرع من قبطه إلى اللمف. يبدأ التصوير الومضي عادةً بعد 5 دقائق من الحقن وتظهر العقدة بعد 5 دقائق إلى 1 ساعة. يتم ذلك عادة قبل عدة ساعات من الخزعة الفعلية. قبل أخذ الخزعة بنحو 15 دقيقة، يحقن الطبيب صباغ أزرق بنفس الطريقة. بعد ذلك، أثناء الخزعة، يفحص الطبيب بصريًا العقد اللمفاوية بحثًا عن تلطيخ ويستخدم مسبار غاما أو عداد غايغر لتقييم العقد اللمفاوية التي امتصت النويدات المشعة. قد تمتص واحدة أو أكثر من العقد الصبغة والواسم المشع، وتسمى هذه العقد اللمفاوية الحارسة. يزيل الجراح بعد ذلك هذه العقد اللمفاوية ويرسلها إلى أخصائي علم الأمراض للفحص السريع تحت المجهر بحثًا عن وجود السرطان.